# Senhora da Graça de Padrões
Senhora da Graça de Padrões is een plaats (freguesia) in de Portugese gemeente Almodôvar en telt 496 inwoners (2001).